# Roman Gornowicz
Roman Gornowicz (ur. 1955 w Czersku) – polski naukowiec, specjalista w zakresie leśnictwa i użytkowania lasu, profesor nauk leśnych, profesor nadzwyczajny Uniwersytetu Przyrodniczego w Poznaniu, prorektor tej uczelni (2015–2020).

## Życiorys
Absolwent technikum leśnego w Tucholi. W 1979 ukończył studia z zakresu leśnictwa w Akademii Rolniczej im. Augusta Cieszkowskiego w Poznaniu. Doktoryzował się w 1987 na uczelni macierzystej w oparciu o pracę pt. Badania nad zmodyfikowanym procesem technologicznym pozyskiwania drewna w młodnikach sosnowych, której promotorem był prof. Marian Kubiak. Stopień naukowy doktora habilitowanego uzyskał w 2003 na podstawie rozprawy Wpływ pozyskiwania biomasy sosny zwyczajnej na wycofywanie pierwiastków biogennych ze środowiska leśnego. Tytuł naukowy profesora nauk leśnych otrzymał 23 kwietnia 2009.
Po ukończeniu studiów pracował w nadleśnictwie Kaliska. Następnie związany z Akademią Rolniczą im. Augusta Cieszkowskiego w Poznaniu i powstałym w jej miejscu Uniwersytetem Przyrodniczym, na którym doszedł do stanowiska profesora nadzwyczajnego. W latach 2002–2008 był prodziekanem Wydziału Leśnego, zaś w latach 2008–2015 pełnił funkcję dziekana tej jednostki. W 2015 wybrany w wyborach uzupełniających na prorektora UPP do spraw kadr i rozwoju uczelni. W 2016 uzyskał reelekcję na czteroletnią kadencję. Na UPP został także kierownikiem Katedry Techniki Leśnej.
Specjalizuje się w użytkowaniu lasu. W pracy badawczej zajmuje się oddziaływaniem gospodarki leśnej na środowisko, przede wszystkim wpływem prowadzenia gospodarki zrębowej na poszczególne elementy środowiska leśnego. W roku akademickim 1989/1990 odbył staż naukowy na Wydziale Leśnym ETH w Zurychu pod opieką prof. Viktora Kuonena. Został członkiem Komitetu Nauk Leśnych PAN oraz Komitetu Nauk Leśnych i Technologii Drewna PAN.
Odznaczony Srebrnym Krzyżem Zasługi (2003) i Medalem Komisji Edukacji Narodowej.